# Josef Sobainsky

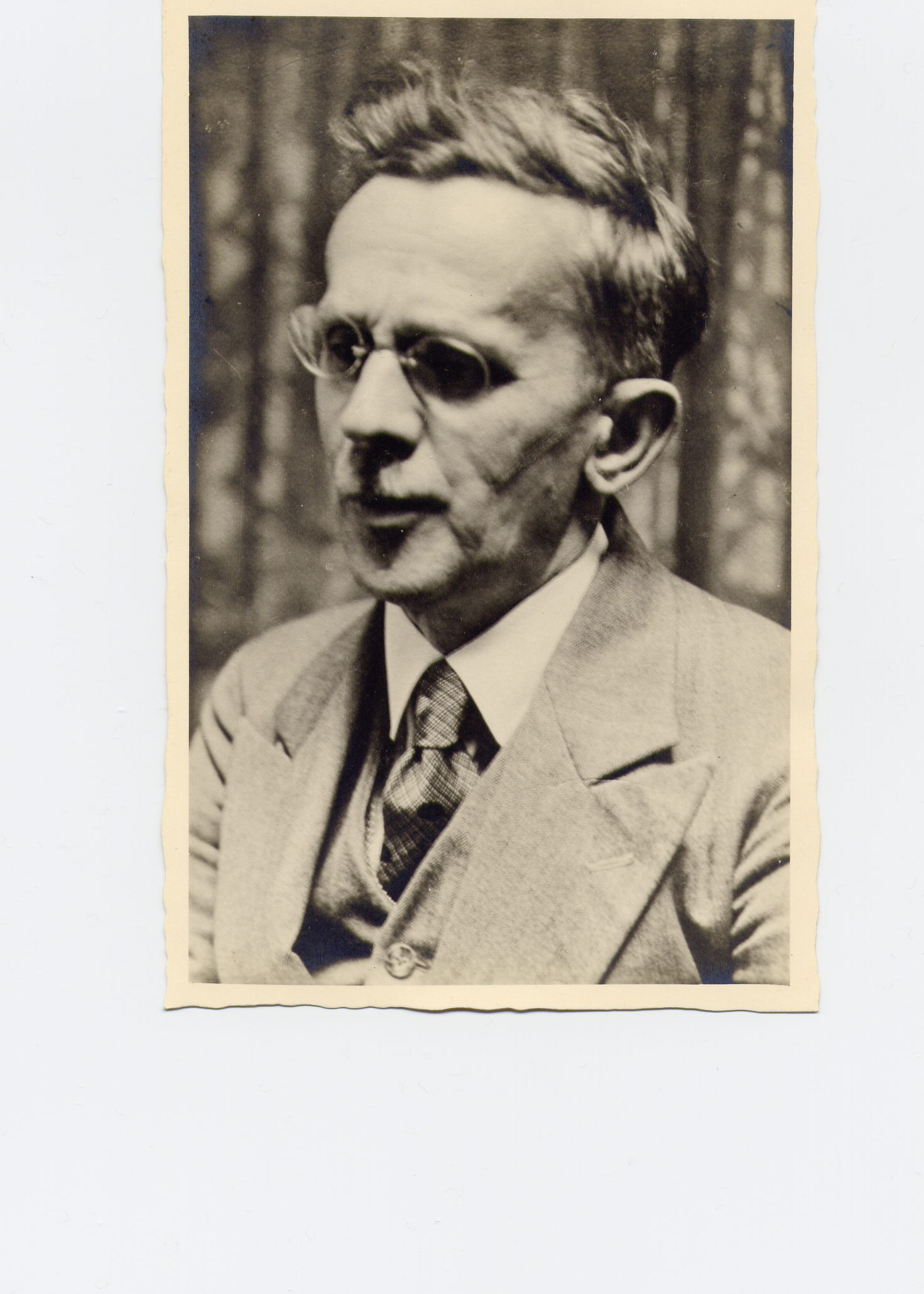
Josef Sobainsky

Josef Sobainsky (* 22. Juni 1879 in Breslau; † 20. April 1956 in Frankfurt am Main) war ein bildender Künstler. Seine Arbeiten waren stark durch den Jugendstil geprägt. 
Nach der Volksschule und einer Ausbildung zum Graveur und Ziseleur arbeitete er mehrere Jahre in diesem Beruf, bildete sich jedoch vielseitig weiter, sowohl in künstlerischen als auch künstlerisch-technischen Berufen. In Breslau brachte er es dadurch vor dem Zweiten Weltkrieg zum Stadtoberarchitekten. Seine Arbeiten als Künstler waren vielseitig: Bilder, Plakate für Werbung und Veranstaltungen, Firmenlogos, Schmuck, Gebäudeentwürfe, Kirchenfenster und Exlibris sorgten dafür, dass er in Schlesien einen hohen Bekanntheitsgrad erlangte.
Im Zweiten Weltkrieg floh er mit seiner Familie nach Frankfurt am Main. Hier setzte er seine Arbeit noch in Darmstadt, Frankfurt, Bayern und in der Pfalz fort, bis er am 20. April 1956 in Frankfurt am Main starb.
Im Laufe seines Lebens wurde er mit 26 Kunstpreisen ausgezeichnet. Er hinterließ 4 Kinder aus 2 Ehen. Seine Nachfahren sind weiterhin künstlerisch tätig und haben Maler, Fotokünstler, Musiker und Schauspieler hervorgebracht.
| Personendaten    | Personendaten      |
| ---------------- | ------------------ |
| NAME             | Sobainsky, Josef   |
| KURZBESCHREIBUNG | bildender Künstler |
| GEBURTSDATUM     | 22. Juni 1879      |
| GEBURTSORT       | Breslau            |
| STERBEDATUM      | 20. April 1956     |
| STERBEORT        | Frankfurt am Main  |